# Campachipteria petiti
Campachipteria petiti är en kvalsterart som först beskrevs av Travé 1960.  Campachipteria petiti ingår i släktet Campachipteria och familjen Achipteriidae. Inga underarter finns listade.